# سنفية جنوبية
سنفية جنوبية (الاسم العلمي: Epilobium australe) هو نوع نباتي يتبع جنس السنفية من فصيلة الأخدرية.